# Gaston Giran
Roger Gaston Giran (Parigi, 12 febbraio 1892 – Villejuif, 26 aprile 1944) è stato un canottiere francese.

## Palmarès

### Olimpiadi
- 1 medaglia:
  - 1 bronzo (Anversa 1920 nel Due di coppia)